# Fadak
Fadak (in arabo ﻓﺪﻙ‎?) è un centro agricolo abitato del Hijaz settentrionale conquistato senza colpo ferire dai musulmani comandati da Maometto nell'anno 629 (7 dell'Egira).
Fadak, al pari di Khaybar - alla quale era assai prossima - era popolata da elementi ebraici che si dedicavano alla coltivazione della palma da datteri e dell'orzo.
Il borgo si arrese senza combattere alle forze della Umma islamica di Medina e questo fece sì che essa passasse per intero nella disponibilità patrimoniale del Profeta che dapprima pensò di espellere gli abitanti per poi convincersi dell'opportunità della loro permanenza a patto che cedessero stabilmente metà del loro raccolto annuo e dei loro fondi terrieri.
Quanto incassato da Maometto fu da lui destinato ai viaggiatori poveri e al mantenimento dei più diseredati del suo clan (i Banū Hāshim).
Questo generò un increscioso seguito polemico fra i diretti eredi del Profeta (Fāṭima e, dopo la sua morte, i suoi figli avuti con ʿAlī) e i Califfi che reggevano le sorti della Umma islamica.
Abū Bakr, ad esempio (che non fu in ottime relazioni con il cugino-genero del Profeta) si appellò a una tradizione riferibile allo stesso Maometto, per la quale "i profeti non lasciano eredi". A poco servì a Fāṭima argomentare che la frase del padre era senz'altro riferibile alla non-trasmissibilità del carisma profetico. La proprietà di Fadak fu introitata dal demanio pubblico califfale: fatto per il quale si sussurrò che la stessa Fatima vedesse, per l'ingiustizia patita, abbreviati i suoi giorni di vita.
Che la decisione del primo califfo "ortodosso" non fosse condivisa unanimemente dai suoi successori, lo dimostra il fatto che il "pio" califfo omayyade ʿUmar b. ʿAbd al-ʿAzīz che, una volta assurto al califfato, modificò radicalmente il disposto del suo antico predecessore, attribuendo senz'altro ai discendenti della figlia del profeta la proprietà di Fadak.
Nel prosieguo, tale proprietà divenne la cartina di tornasole per mostrare quale fosse lo stato dei rapporti fra alidi (più tardi sciiti) e potere califfale.
Yazīd II riprese infatti Fadak e Abū l-ʿAbbās al-Saffāḥ mutò a sua volta quest'ultimo deliberato, destinato a sua volta ad essere di nuovo sovvertito da al-Manṣūr che tuttavia, fu a sua volta smentito dal figlio e successore al-Mahdī. In seguito al-Hadi riprese Fadak a seguito della rivolta anti-abbaside dei seguaci alidi ad al-Fakhkh.
Il califfo al-Maʾmūn, tutto teso a ricomporre la grave frattura islamica fra proto-sciiti e proto-sunniti, restituì Fadak agli alidi ma la reazione anti-sciita di al-Mutawakkil rovesciò la situazione per l'ennesima volta, ma suo figlio al-Muntaṣir ripensò ancora una volta quella decisione, restituendo Fadak ai discendenti di Fāṭima.